# Snatch : Tu braques ou tu raques
Pour les articles homonymes, voir Snatch.
Pour plus de détails, voir Fiche technique et Distribution.
Snatch : Tu braques ou tu raques (Snatch) est un film britannico-américain réalisé par Guy Ritchie et sorti en 2000.
Le film a été tourné dans le même esprit que le premier film de Guy Ritchie, Arnaques, Crimes et Botanique, avec une partie de sa distribution (Jason Statham, Vinnie Jones, Alan Ford et Jason Flemyng). Il entremêle deux intrigues différentes : l'une autour d'un diamant volé que différentes personnes cherchent à récupérer et l'autre autour d'un petit organisateur de combats de boxe à mains nues qui a des problèmes avec un caïd de la pègre londonienne. Cependant, alors que dans le premier film de Guy Ritchie, un groupe d'amis se trouvaient mêlés par inadvertance au monde de la drogue et de la criminalité, les personnages de Snatch font, quant à eux, intégralement partie de l'univers du crime londonien. Brad Pitt fait aussi partie des acteurs, ayant été séduit par le premier long métrage de Guy Ritchie.

## Synopsis
Turkish — qui est le narrateur du film — et son partenaire Tommy sont assis face à un homme inconnu. Ils ont passé une mauvaise semaine, et se retrouvent là pour une histoire de diamant.
Une semaine plus tôt, Franky « Quatre doigts » vole un diamant de 84 carats à Anvers pour le compte d'Avi Denovitz, un mafieux new-yorkais, et doit le livrer à Londres à Doug « le Cerveau », cousin d'Avi. Mais son complice fait appel à Boris Yurinov, un trafiquant d'armes surnommé « le Hachoir » basé à Londres, et ce dernier entreprend de récupérer le diamant en engageant pour cela Vinny et Sol, deux petits truands. Boris demande à Franky, joueur impénitent, d'aller parier pour lui sur un combat de boxe truqué chez un bookmaker, alors que Sol et Vinny, avec l'aide de leur chauffeur Tyrone, doivent l'attendre et récupérer le diamant, tout en braquant ce bookmaker. Avi, qui a appris par Doug que Franky allait parier, s'inquiète pour le diamant et part pour Londres.
Pendant ce temps, Turkish et Tommy, deux petits organisateurs de combats de boxe clandestins, se voient proposer par un autre bookmaker, caïd de la pègre locale surnommé « Tête de brique », d'organiser un combat truqué. Mais, en allant acheter dans un campement de gens du voyage irlandais une nouvelle caravane pour Turkish, le boxeur « Glorieux George » est gravement commotionné en se battant contre un gitan nommé Mickey à la suite de la transaction qui tourne mal. Turkish et Tommy engagent alors Mickey pour remplacer leur boxeur, étant convenu que Mickey doit « se coucher » lors du match. Mais Tête-de-Brique est contraint d'annuler les paris déjà engagés, bien que le combat soit maintenu.
Conséquence inattendue de ce changement de boxeur, l'annulation des paris provoque quelques difficultés lors du (maladroit) braquage du bookmaker de « Tête de brique » par Vinny et Sol, mais ceux-ci réussissent à enlever Franky. Boris retrouve les braqueurs pour récupérer le diamant mais il est contraint de tuer Franky après que le nom de Boris a été prononcé. Boris repart avec le diamant, mais laisse le cadavre de Franky à Vinnie et Sol qui doivent trouver une solution pour s'en débarrasser. Entre-temps, lors du combat, au lieu de se coucher comme prévu, Mickey envoie son adversaire au tapis dès le début, faisant perdre à « Tête de brique » tout l'argent des paris truqués. Furieux, « Tête de brique », vient voler l'argent de Turkish pour compenser les pertes des paris, mais lui laisse néanmoins une dernière chance en prévoyant un autre combat truqué. Puis le caïd met ses hommes sur la trace de Sol et Vinny, qui ont braqué sa boutique de bookmaker, et les retrouvent rapidement après avoir reconnu Tyrone. « Tête de brique » surprend ainsi les braqueurs encombré du cadavre de Franky qu'il recommande de le jeter aux cochons. Cependant, il décide de leur accorder deux jours pour récupérer le diamant pour son compte en échange de leur vie sauve.
Le lendemain, Avi, sur conseil de Doug, engage le redoutable Tony « Dents de plomb » pour l'aider à retrouver Franky. Grâce à Tony, Avi retrouve rapidement Vinnie et Sol et découvre que Boris a réussi à voler le diamant à Franky. Mais Boris est très difficile à trouver. De leur côté, Turkish et Tommy, ruinés, tentent de convaincre Mickey de livrer un deuxième combat pour eux mais Mickey est réticent. Jouant le tout pour le tout, Turkish fait un pari avec lui mais le perd. Pour faire changer d'avis Mickey, « Tête de brique » menace de tuer Mickey, Turkish, Tommy et de massacrer tout le campement et envoie ses hommes brûler la caravane de la mère de Mickey, alors que celle-ci y dormait.
Le jour suivant, Avi découvre une heureuse surprise : Boris cherche à revendre le diamant à Doug « le Cerveau », où il se trouve. Tony « Dents de plomb » et Rosebud, le garde du corps d'Avi, enlèvent Boris et le ligotent dans un coffre de voiture. Ils se rendent chez lui pour récupérer le diamant et repartent. Pendant ce temps, Turkish et Tommy, menacés par « Tête de brique », se rendent chez Boris pour lui acheter une arme, mais provoquent involontairement un accident à la voiture d'Avi et Tony en cours de route (ce qui tue Rosebud), puis repartent bredouille en raison de l'indisponibilité de Boris, qui a entre-temps réussi à s'échapper au moment de l'accident. Sol, Vinny et Tyrone, qui ont suivi Avi et Tony, tentent de leur reprendre le diamant armés de pistolets factices mais Tony ne se laisse pas intimider. Boris revient sur ces entrefaites et est tué par Tony mais Sol et Vinny profitent de la fusillade pour s'enfuir avec le diamant. À court de munitions, Tony laisse Tyrone en vie. Tandis que Sol et Vinny comptent retrouver « Tête de brique » pour régler leur dette, ils sont facilement retrouvés par Tony et Avi mais, alors que ces derniers sont sur le point de récupérer le diamant, le chien de Vinny, que les gitans lui ont donné en début du film, avale le joyau et prend la fuite. En voulant tirer sur le chien, Avi tue accidentellement Tony et décide alors de retourner à New York en déclarant à la douane de "ne pas aller en Angleterre".
Pendant ce temps, Mickey accepte de livrer le combat pour éviter un bain de sang mais se saoule lors de la veillée funèbre de sa mère et arrive ivre au combat. Au moment de se coucher, c'est toutefois lui qui envoie son adversaire au tapis. « Tête de brique » ordonne à ses hommes de tuer tous les gitans mais Mickey avait tout planifié et ce sont les gitans qui les tuent dans une embuscade. « Tête de brique » est lui aussi tué et Mickey, qui avait parié une grosse somme sur lui, s'en va en laissant Turkish et Tommy ébahis.
Le lendemain, Turkish et Tommy retournent au campement mais les gitans sont déjà partis. Des policiers les surprennent sur les lieux et demandent la raison de leur présence. Turkish est embarrassé mais le chien que les gitans avaient donné à Vinny arrive à ce moment et Turkish assure qu'ils étaient venus le promener. Sol et Vinny, venus chercher le chien, sont quant à eux arrêtés par la police qui trouve les cadavres de Franky et Tony dans leur coffre. Tommy adopte le chien et l’emmène chez un vétérinaire pour extraire le diamant de son estomac. Cherchant à le revendre, Turkish et Tommy (retour à la scène initiale du film) se rendent chez Doug et celui-ci appelle aussitôt Avi. Le film se termine sur Avi prenant l'avion pour revenir à Londres.

## Fiche technique
- Titre original : Snatch
- Titre français : Snatch : Tu braques ou tu raques
- Réalisation : Guy Ritchie
- Scénario : Guy Ritchie
- Décors : Hugo Luczyk-Wyhowski
- Costumes : Verity Hawkes
- Photographie : Tim Maurice-Jones
- Montage : Jon Harris
- Musique : John Murphy
- Production : Matthew Vaughn
- Sociétés de production : Columbia Pictures (États-Unis) et SKA Films (Royaume-Uni)
- Société de distribution : Sony Pictures Entertainment (Royaume-Uni) ; Screen Gems (États-Unis) ; Columbia TriStar Films (France)
- Budget : 10 millions $[1]
- Pays de production :  Royaume-Uni et  États-Unis
- Langues originales : anglais et russe
- Format : couleurs — 35 mm — 1,85:1 — son Dolby Digital
- Genre :  Comédie et film de gangsters
- Durée : 104 minutes
- Dates de sortie[2] :
  - Royaume-Uni : 1er septembre 2000
  - France : 15 novembre 2000
  - États-Unis : 19 janvier 2001
- Classification :
  - Tous publics en France
  - 16+ au Québec
  - Interdit aux moins de 18 ans au Royaume-Uni

## Distribution
Les personnages sont issus de deux intrigues différentes qui se croisent au fur et à mesure.
La boxe clandestine
- Jason Statham (VF : Boris Rehlinger) : Turkish
- Stephen Graham (VF : Damien Witecka) : Tommy
- Brad Pitt (VF : Jean-Pierre Michaël) : Mickey O'Neil
- Alan Ford (VF : Jean-Pierre Moulin) : M. Pulford dit « Tête de brique » (Brick Top en VO)
- Jason Flemyng : Darren
- Adam Fogerty : « Glorieux George » (Gorgeous George en VO)
- Sorcha Cusack : Mme O'Neil
- Dave Legeno : John

Le diamant
- Dennis Farina (VF : Michel Fortin) : Abraham « Cousin Avi » Denovitz
- Vinnie Jones (VF : Guillaume Orsat) : Tony « Dents de plomb » (Bullet Tooth Tony en VO)
- Rade Šerbedžija (VF : Yves Barsacq) : Boris « le Hachoir / Pare-balles » Yurinov (Boris the Blade en VO)
- Robbie Gee (VF : Lucien Jean-Baptiste) : Vinny
- Lennie James (VF : Jean-Paul Pitolin) : Sol
- Mike Reid (VF : Henry Djanik) : Doug « le Cerveau » Denovitz
- Benicio del Toro (VF : Bernard Gabay) : Franky « Quatre doigts »
- Ade (en) (VF : Jean-Jacques Nervest) : Tyrone
- Sam Douglas (VF : Pascal Casanova) : Rosebud
- Goldie : Lincoln
- Ewen Bremner : « le mulet » (Mullet  en VO)
- Tim Maurice-Jones : l'homme battu à plusieurs reprises sur la tête par Franky « Quatre doigts » (caméo)

 Source et légende : version française (VF) sur RS Doublage et Voxofilm

## Production

### Genèse et développement
Guy Ritchie a commencé à écrire le scénario de Snatch pendant la phase de post-production d'Arnaques, Crimes et Botanique. Il le décrit comme un prolongement de ce dernier :

« Avec Snatch, j'ai voulu poursuivre dans l'esprit de mon film précédent, Arnaques, crimes et botanique mais en allant plus loin dans le cynisme et l'humour. Contrairement à mon premier film où un groupe d'amis se trouvait involontairement mêlé au monde de la drogue, confronté au crime et à la violence, les personnages de Snatch sont cet univers du crime, mais ils sont abordés avec une bonne dose de dérision et de folie. »

Le script s'intitulait initialement Diamonds.

### Attribution des rôles
Brad Pitt, après avoir vu Arnaques, crimes et botanique, a dit à Guy Ritchie qu'il aimerait avoir un rôle dans son film suivant et a accepté de revoir son cachet habituel largement à la baisse pour jouer dans Snatch. Comme l'acteur américain ne pouvait pas imiter l'accent londonien, son personnage a un phrasé bien particulier. L'acteur s'inspire pour cela de l'accent du personnage de Fred Rickwood incarné par Jon Kenny dans la série Father Ted.
Sean Connery était le premier choix pour le rôle de « Tête de brique », mais il était trop cher pour les producteurs. Avant que le choix se porte sur Alan Ford, Guy Ritchie avait envisagé d'engager le gangster Dave Courtney (en),. Bradley Walsh, principalement connu pour avoir présenté la version britannique de Wheel of Fortune, déclare avoir été envisagé pour le rôle mais que Guy Ritchie a finalement changé d'avis, jugeant que cela pourrait discréditer le film.

### Tournage
Le tournage a lieu du 18 octobre au 12 décembre 1999. Il se déroule entièrement à Londres (Streatham, ...) et dans ses environs (Holborn, Lambeth, Bethnal Green, Perivale, Oaklands College dans le Hertfordshire, Pinewood Studios).

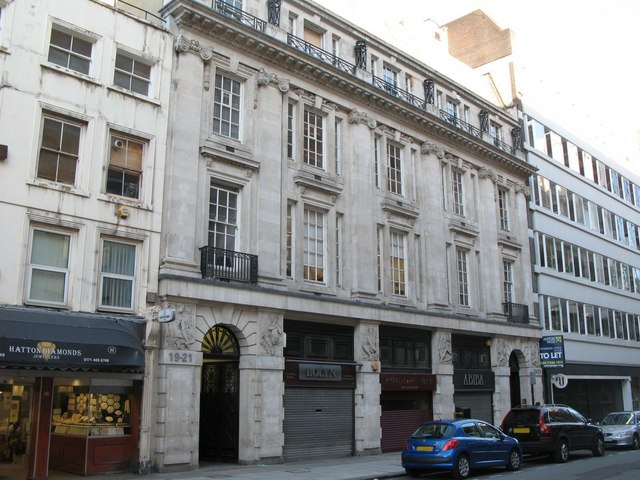
Hatton Garden
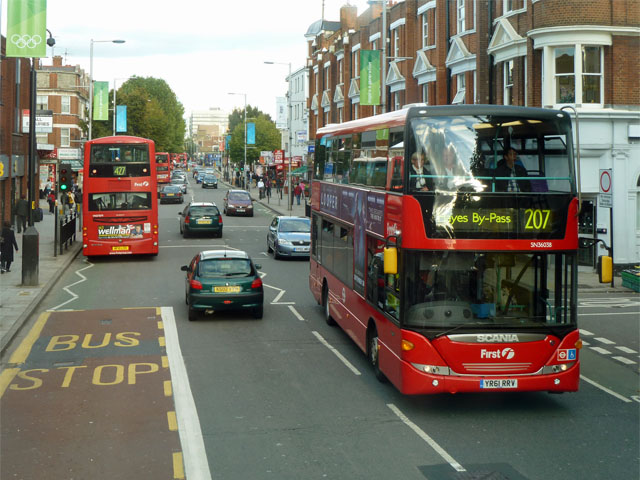
West Ealing

Afin de faire régner une certaine discipline lors du tournage, Guy Ritchie avait instauré des amendes à l'intention des personnes qui faisaient rater une prise ou qui perturbaient le tournage. Tous les membres de l'équipe l'ont subi, y compris son instigateur,. Vinnie Jones a été brièvement incarcéré pendant le tournage après une bagarre. Il a été remplacé temporairement par une doublure pour certains plans.

## Bande originale
La musique du film est sortie en CD le 9 janvier 2001 sous le label Universal Music Group. Elle comporte quinze morceaux et huit extraits de dialogues du film. Le morceau 'Kosha Nostra, composé par John Murphy & Daniel L Griffiths, est absent de l'album.
| 1.  | Diamond                                    | Klint                           | 3:14 |
| 2.  | "Vere Iz Da Storn?"                        | Benicio Del Toro                | 0:05 |
| 3.  | Supermoves                                 | Overseer                        | 4:46 |
| 4.  | Hernando's Hideaway                        | The Johnston Brothers           | 2:29 |
| 5.  | "Zee Germans"                              | Jason Statham                   | 0:13 |
| 6.  | Golden Brown                               | The Stranglers                  | 3:24 |
| 7.  | Dreadlock Holiday                          | 10cc                            | 4:23 |
| 8.  | Hava Nagila                                | John Murphy                     | 1:52 |
| 9.  | "Avi Arrives"                              | Dennis Farina                   | 0:11 |
| 10. | Cross the Tracks (We Better Go Back)       | Maceo & The Macks               | 3:14 |
| 11. | Disco Science                              | Mirwais                         | 3:32 |
| 12. | "Nemesis"                                  | Alan Ford                       | 0:14 |
| 13. | Hot Pants (I'm Coming, Coming, I'm Coming) | Bobby Byrd                      | 2:22 |
| 14. | Lucky Star                                 | Madonna                         | 3:31 |
| 15. | "Come Again!"                              | Alan Ford                       | 0:04 |
| 16. | Ghost Town                                 | The Specials                    | 5:51 |
| 17. | "Shrinking Balls"                          | Vinnie Jones                    | 1:07 |
| 18. | Sensual Woman                              | The Herbaliser                  | 4:52 |
| 19. | Angel                                      | Massive Attack                  | 6:15 |
| 20. | "RRRR...Rumble"                            | Charles Cork                    | 0:08 |
| 21. | Fuckin' in the Bushes                      | Oasis                           | 3:17 |
| 22. | "Avi's Declaration"                        | Dennis Farina                   | 0:06 |
| 23. | Don't You Just Know It                     | Huey "Piano" Smith & The Clowns | 2:32 |

## Accueil

### Critique
Il recueille 74% de critiques positives, avec une note moyenne de 6,4⁄10 et sur la base de 143 critiques collectées, sur le site internet Rotten Tomatoes. Il obtient un score de 55⁄100 basé sur 31 critiques sur Metacritic.
En France, le film a été bien accueilli par la presse. Le site Allociné recense 12 titres de presse pour une note moyenne de 3.7⁄5). Le Figaro Magazine met en avant l'« univers noir, cynique et délirant de Guy Ritchie », le scénario loufoque, la bande originale et l'interprétation remarquable des acteurs, Le Journal du dimanche évoque « une comédie débridée où se croisent des personnages aussi improbables que délirants », Le Parisien une comédie « bondissante et peuplée d'une cour des Miracles comme on en n'avait pas vu depuis longtemps ». Pour Première, plus mesuré, Guy Ritchie a inventé le « pop-corn cérébral », un cinéma divertissant mais où il faut être attentif à toutes les scènes sous peine de ne plus comprendre l'histoire. Seul Télérama délivre une critique négative, parlant d'un « frime clipesque » et de « délire lourdingue » « saturé d'effets visuels ».
Le film apparaît dans la liste des 500 meilleurs films de tous les temps du magazine Empire (à la 466e place).

### Box-office
Le film a rapporté 83 557 872 dollars dans le monde entier (dont 30 328 156 dollars aux États-Unis et 18 587 800 dollars au Royaume-Uni), ce qui est un grand succès commercial comparé à son budget. Il a attiré dans les salles de cinéma 585 877 spectateurs en France, 107 386 en Suisse, 73 347 en Belgique et 55 000 au Québec,.
| Pays ou région    | Box-office      | Date d'arrêt du box-office | Nombre de semaines |
| ----------------- | --------------- | -------------------------- | ------------------ |
| États-Unis Canada | 30 328 156 $    | -                          | -                  |
| France            | 585 877 entrées | -                          | -                  |
| Total mondial     | 83 557 872 $    | -                          | -                  |

## Distinctions
Sauf indication contraire, les informations mentionnées dans cette section peuvent être confirmées par la base de données cinématographiques IMDb,  présente dans la section « Liens externes ».

### Récompenses
- 6e cérémonie des Empire Awards :
  - Meilleur réalisateur britannique pour Guy Ritchie
  - Meilleur acteur britannique pour Vinnie Jones
- Motion Picture Sound Editors Awards (Golden Reel Award) 2001 :
  - Meilleur montage son d'un film en langue étrangère

### Nominations
- 6e cérémonie des Empire Awards :
  - Meilleur film britannique
- 5e cérémonie des Satellite Awards :
  - Meilleur acteur dans un second rôle dans une comédie pour Brad Pitt

## Autour du film

### Adaptation
En 2016, il est annoncé qu'une série télévisée de dix épisodes adaptée du film sera diffusée sur Crackle en 2017. Rupert Grint est engagé pour jouer le rôle principal. Une deuxième saison est diffusée en 2018.
Anecdotes
Coïncidence ou clin d'oeil assumé: dans deux films produits et sortis à la même période (Snatch et 60 Secondes Chrono), le personnage de Vinnie Jones est à deux doigts d'éventrer un chien qui aurait avalé un objet convoité (un diamant dans Snatch, des clés dans 60 Secondes Chrono).